# Presidenti della Juventus Football Club

I fratelli Gianni e Umberto Agnelli, in periodi diversi entrambi presidenti del club, assistono a un allenamento dei bianconeri negli anni 50.

In più di un secolo di storia societaria, alla guida della Juventus Football Club, società calcistica italiana per azioni con sede a Torino, si sono avvicendate ventisette presidenze e quattro comitati di gestione.
Dalla fondazione alla fine degli anni 40 del XX secolo, i presidenti e gli altri dirigenti facenti parte del Consiglio Direttivo della Juventus erano eletti dai soci attraverso un convegno annuale. In seguito alla propria ricostituzione in una società di capitali a responsabilità limitata – facendo sì che i presidenti e altri componenti del consiglio d'amministrazione vengano eletti dall'assemblea degli azionisti –, dall'immediato secondo dopoguerra il club bianconero ha come azionista di maggioranza la famiglia Agnelli: tale connubio sportivo-industriale, che aveva avuto inizio fin dai primi anni 20 e da allora pressoché ininterrotto, rappresenta un unicum nella storia dello sport italiano oltreché con pochi precedenti in quello mondiale. 

## Storia
Il primo presidente della società bianconera fu Eugenio Canfari, uno dei soci fondatori. Il periodo più lungo in carica è appannaggio di Giampiero Boniperti, alla guida della Juventus per diciannove anni, dal 1971 al 1990; Boniperti, al pari del suo successore Vittorio Caissotti di Chiusano, presidente dal 1990 al 2003, vanta il palmarès internazionale più prestigioso nella storia del club con la vittoria di tutte le competizioni UEFA per club.
Nel 1923 Edoardo Agnelli fu eletto dai soci alla massima carica del club, dando inizio al legame pressoché ininterrotto tra la Juventus e la dinastia torinese; quest'ultima ne diverrà l'azionista di riferimento, dopo la ricostituzione societaria in un'azienda di capitali a responsabilità limitata, nell'agosto 1949, il che rappresenta un unicum nel calcio mondiale e nella storia dello sport italiano. Il figlio Umberto, salito alla presidenza nel 1956 ad appena ventuno anni, fu il più giovane ad assumere l'incarico. Da citare anche le presidenze dello svizzero Alfred Dick e del francese Jean-Claude Blanc, gli unici non italiani ad aver ricoperto la massima carica del club; in particolare, Dick fu il presidente del primo scudetto bianconero (1905).
Dal 2010 al 2023 è rimasto in carica Andrea Agnelli, figlio di Umberto e nipote di Gianni, quarto esponente della famiglia torinese a guidare la società; questi, coi 19 trofei vinti dalla prima squadra maschile sotto il suo mandato, vanta il palmarès più ampio della storia del club.

## Lista dei presidenti
- 1897  Eugenio Canfari
- 1898-1899  Enrico Canfari
- 1899  Antonio Riccardo Villanova
- 1899-1901  Ugo Botto
- 1901-1902  Carlo Favale
- 1903-1904  Giacomo Parvopassu
- 1905-1906  Alfred Dick
- 1906-1909  Carlo Vittorio Varetti
- 1909  Riccardo Gianoli
- 1909-1911  Umberto Malvano
- 1911-1912  Attilio Ubertalli
- 1913-1915  Giuseppe Hess
- 1915-1916 carica vacante

Comitato: Gioacchino Armano, Fernando Nizza e Sandro Zambelli
- 1916-1920  Corrado Corradino
- 1920-1923  Gino Olivetti
- 1923-1935  Edoardo Agnelli
- 1935-1936 carica vacante

Comitato: Enrico Craveri, Giovanni Mazzonis e Andrea Remmert
- 1936-1945  Emilio de la Forest de Divonne
- 1945-1947  Piero Dusio
- 1947-1954  Gianni Agnelli
- 1954-1956 carica vacante

Comitato: Umberto Agnelli (commissario straordinario), Enrico Craveri, Luigi Cravetto e Marcello Giustiniani
- 1956-1962  Umberto Agnelli
- 1962 carica vacante

Comitato: Vittore Catella, Remo Giordanetti e Walter Mandelli
- 1962-1971  Vittore Catella
- 1971-1990  Giampiero Boniperti
- 1990-2003  Vittorio Caissotti di Chiusano
- 2003-2006  Franzo Grande Stevens
- 2006-2009  Giovanni Cobolli Gigli
- 2009-2010  Jean-Claude Blanc
- 2010-2023  Andrea Agnelli
- 2023-  Gianluca Ferrero

## Titoli vinti
Segue l'elenco dei presidenti in ordine cronologico con i trofei ufficiali vinti alla guida della Juventus.
| Nome                           | Serie A | Coppa Italia | Supercoppa italiana | Serie B | Coppa dei Campioni/UEFA Champions League | Coppa UEFA/Europa League | Coppa delle Coppe UEFA | Coppa Intertoto UEFA | Supercoppa UEFA | Coppa Intercontinentale | Totale |
| ------------------------------ | ------- | ------------ | ------------------- | ------- | ---------------------------------------- | ------------------------ | ---------------------- | -------------------- | --------------- | ----------------------- | ------ |
| Alfred Dick                    | 1       |              |                     |         |                                          |                          |                        |                      |                 |                         | 1      |
| Edoardo Agnelli                | 6       |              |                     |         |                                          |                          |                        |                      |                 |                         | 6      |
| Emilio de la Forest de Divonne |         | 1            |                     |         |                                          |                          |                        |                      |                 |                         | 1      |
| Piero Dusio                    |         | 1            |                     |         |                                          |                          |                        |                      |                 |                         | 1      |
| Gianni Agnelli                 | 2       |              |                     |         |                                          |                          |                        |                      |                 |                         | 2      |
| Umberto Agnelli                | 3       | 2            |                     |         |                                          |                          |                        |                      |                 |                         | 5      |
| Vittore Catella                | 1       | 1            |                     |         |                                          |                          |                        |                      |                 |                         | 2      |
| Giampiero Boniperti            | 9       | 2            |                     |         | 1                                        | 1                        | 1                      |                      | 1               | 1                       | 16     |
| Vittorio Caissotti di Chiusano | 5       | 2            | 3                   |         | 1                                        | 2                        |                        | 1                    | 1               | 1                       | 16     |
| Franzo Grande Stevens          |         |              | 1                   |         |                                          |                          |                        |                      |                 |                         | 1      |
| Giovanni Cobolli Gigli         |         |              |                     | 1       |                                          |                          |                        |                      |                 |                         | 1      |
| Andrea Agnelli                 | 9       | 5            | 5                   |         |                                          |                          |                        |                      |                 |                         | 19     |
| Gianluca Ferrero               |         | 1            |                     |         |                                          |                          |                        |                      |                 |                         | 1      |
| Totale                         | 36      | 15           | 9                   | 1       | 2                                        | 3                        | 1                      | 1                    | 2               | 2                       | 72     |